# Murexiella hidalgoi
Murexiella hidalgoi är en snäckart som först beskrevs av Joseph Charles Hippolyte Crosse 1869.  Murexiella hidalgoi ingår i släktet Murexiella och familjen purpursnäckor. Inga underarter finns listade i Catalogue of Life.